# Casa de la Vila de Vilafranca de Conflent
La Casa de la Vila de Vilafranca del Conflent és un edifici de la vila de Vilafranca de Conflent, a la comuna del mateix nom, de la comarca del Conflent, a la Catalunya del Nord.
És un edifici històric protegit, situat en el sector occidental de la vila, dins del recinte murallat, amb la façana principal a la Plaça de l'Església, amb façanes secundàries als carrers de Sant Joan i de Sant Jaume.

## Història
Segons fonts documentades el conjunt s'hauria construït al segle xiii, encara que alguna altra font hagi suggerit que probablement és del XII. Aquesta mateixa font hauria apuntat un origen anterior per a la torre campanar de l'edifici, que es remuntaria als primers anys de la fundació de la vila, al segle xi. D'ençà que hi ha memòria, i encara en el present (2018), l'edifici ha servit de Casa del Comú.
La Casa de la Vila de Vilafranca de Conflent va ser declarada Monument històric de França el 21 d'octubre del 1965.

## Arquitectura

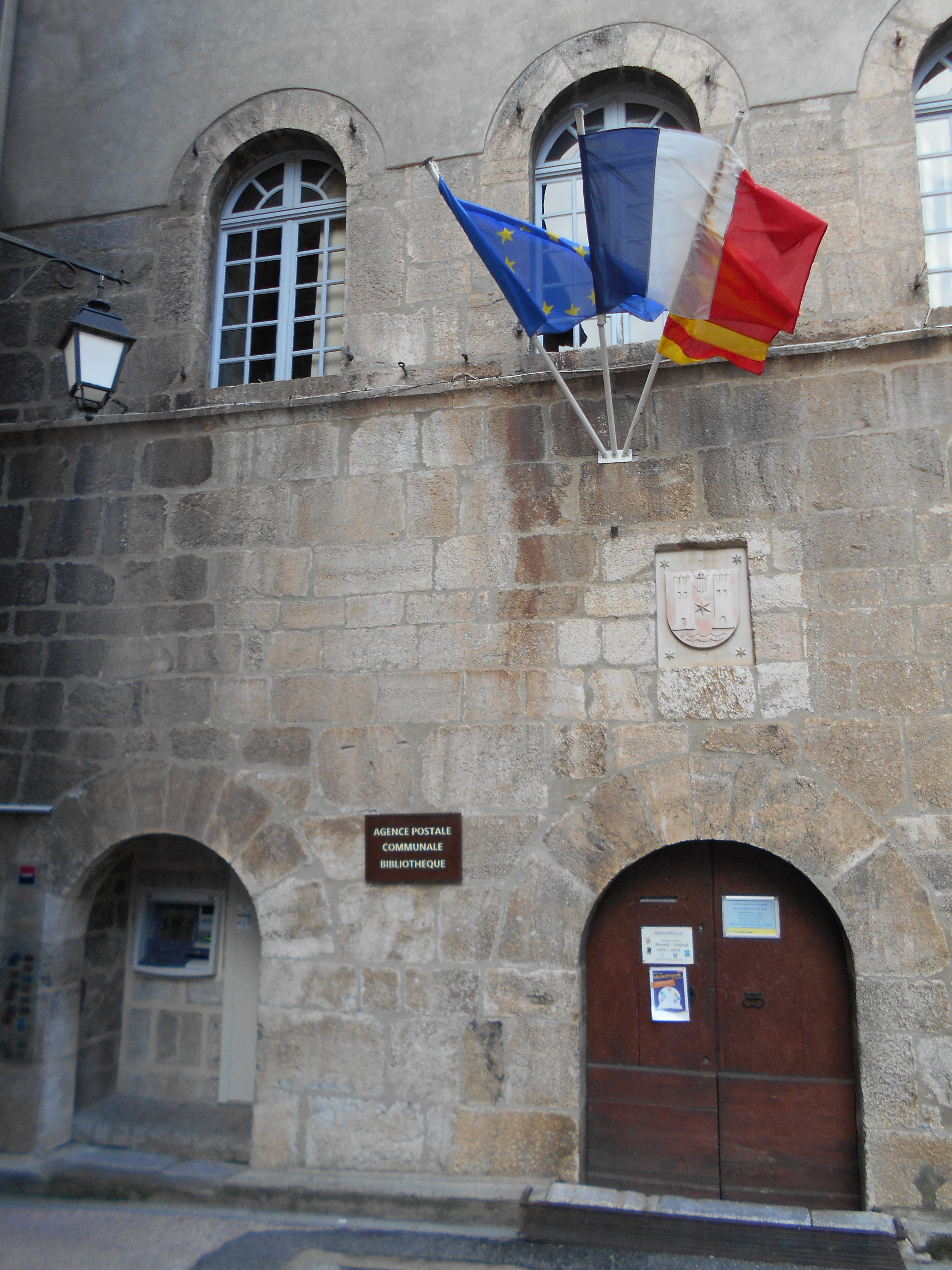
Portal principal

El conjunt constructiu consta d'un edifici, amb façanes a la plaça de l'Església i al carrer de Sant Jaume, i una torre, amb façanes al carrer de Sant Joan i al carreró que, d'aquest, mena a la plaça de l'Església.

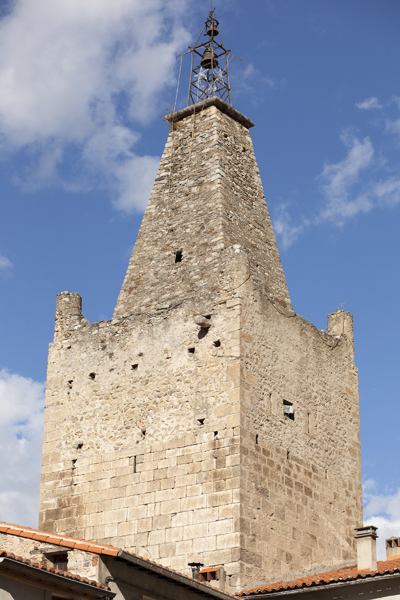
Detall de la torre, cares oest i sud

La torre, quadrada i subdividida interiorment en quatre nivells, fa 7,5 m a l'exterior a cada costat, sembla de construcció molt anterior a l'altre edifici. La porta d'aquesta, a l'oest, està emmarcada per una llinda amb tres blocs de pedra acuradament tallats i disposats un, de travesser, i els altres dos, als costats. El pis baix, amb sostre de volta de canó de mig punt, s'havia utilitzat de safareig públic. Els murs de la base de la torre assoleixen 1,43 m de gruix. Sobre la torre es construí, en un període més modern que el de la resta de la construcció, una cuculla o agulla piramidal, rematada per una estructura metàl·lica de campanar amb dues campanes superposades. Està feta de carreus grossos amb filades irregulars, amb un sòcol doble.

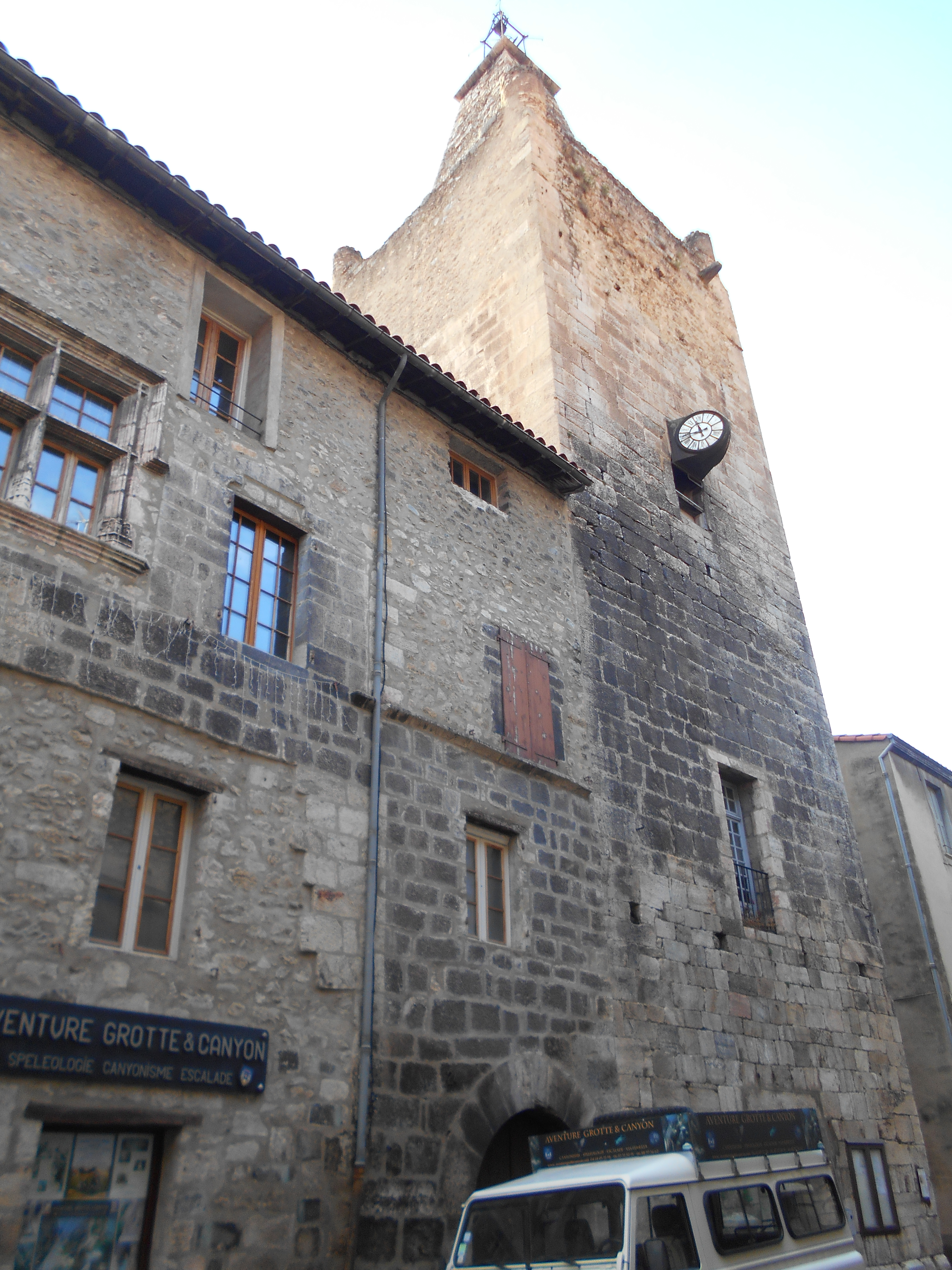
Façana del Carrer de Sant Joan

L'edifici annex és de planta baixa i dos pisos, amb el segon alçat al segle xix o al XX. S'obre al carrer per tres portes en arc de mig punt, amb la de la dreta de dimensions més reduïdes. Al primer pis hi ha també tres grans finestres amb arc de mig punt. És de planta rectangular, i està encastat a la torre sense lligams entre les dues construccions. La façana principal s'obre a la Plaça de l'Església. L'edifici tenia originalment dos nivells, i està fet amb carreus de mida mitjana disposats en filades irregulars. Més recentment s'hi afegí un tercer nivell. Al primer nivell es troben tres obertures de punt rodó, amb dovelles extradossades d'arestes vives. Només la porta que és més petita té clau de volta. Cadascuna de les portes té amplada diferent de les altres: 1,49 i 1,51 les dues de l'esquerra, 0,77 m la de la dreta. El segon nivell té una cornisa a la part baixa, amb cavet i, al damunt, tres finestres de punt rodó, els muntants de les quals són d'una sola pedra.